# Demografía de Togo
La demografía de Togo incluye etnicidad, densidad de población, edad, nivel de educación, salud, estatus económico y afiliación religiosa.

## Idioma y Etnicidad
La población de Togo de 7.61 millones de personas (2016 est.), se compone de aproximadamente 21 grupos étnicos, los dos más grandes son Ewe en el Sur (alrededor del 21% de la población) y Kabye en el Norte (12% de la población). Dagomba es el segundo idioma más común en el norte, donde también se encuentran idiomas Gur como Mossi y Gourma.
Los grupos étnicos de la región costera, particularmente Ewe y lenguaje gen (o Mina) (las dos principales lenguas africanas en el sur), constituyen la mayor parte de los funcionarios públicos, profesionales y comerciantes, debido en parte a Antiguas administraciones coloniales que proporcionaron mayor desarrollo de infraestructura en el sur. La mayoría de los pueblos del sur usan estos dos idiomas estrechamente relacionados, que se hablan en sectores comerciales en todo Togo.
Los Kabye viven en tierras marginales y tradicionalmente han emigrado al sur de su área de residencia en la región de Kara para buscar empleo. Sus medios históricos de avance social han sido a través de las fuerzas militares y policiales, y continúan dominando estos servicios.
Otros grupos incluyen a Akposso en la Meseta Central, gente de Ana que están relacionadas con yoruba, y viven en el centro del país, en la franja entre Atakpame y Tchamba, Bassar en el Centro-Oeste, Cotocoli, Tchamba y Komkombas alrededor de Sokodé, Lambas en la región Kandé, Hausa, Tamberma, Losso y Ouachi.
Los colonos africanos blancos descendientes de los colonos franceses y alemanes originales representan menos del 1% de la población total junto con la comunidad minúscula de Togo Libanés. El 99% restante son indígenas: la mayoría de las personas en esta categoría provienen de una de las treinta y siete tribus diferentes.

## Población
La distribución de la población es muy desigual debido a las variaciones del suelo y del terreno. La población se concentra generalmente en el sur y en la carretera principal norte-sur que conecta la costa con el Sahel. La distribución por edades también es desigual; Casi la mitad de los togoleses tienen menos de quince años.
El francés, el idioma oficial, se utiliza en administración y documentación. Las escuelas primarias públicas combinan Francés con Ewe o Kabye como idiomas de instrucción, según la región. Inglés se habla en la vecina Ghana y se enseña en escuelas secundarias togolesas. Como resultado, muchos togoleses, especialmente en el sur y en la frontera de Ghana, hablan algo de inglés.
| Fecha de censo | Población | Promedio anual de crecimiento (%) | Población densidad / km 2 | Proporción urbana (%) |
| -------------- | --------- | --------------------------------- | ------------------------- | --------------------- |
| 1-11-1958      | 1,444,481 | .                                 | 25                        | 9.4                   |
| 1-3-1970       | 1,950,646 | 2.7                               | 34                        | 21.2                  |
| 22-11-1981     | 2,719,567 | 2.9                               | 48                        | 25.2                  |
| 6-11-2010      | 6,191,155 | 2.9                               | 109                       | 37.7                  |

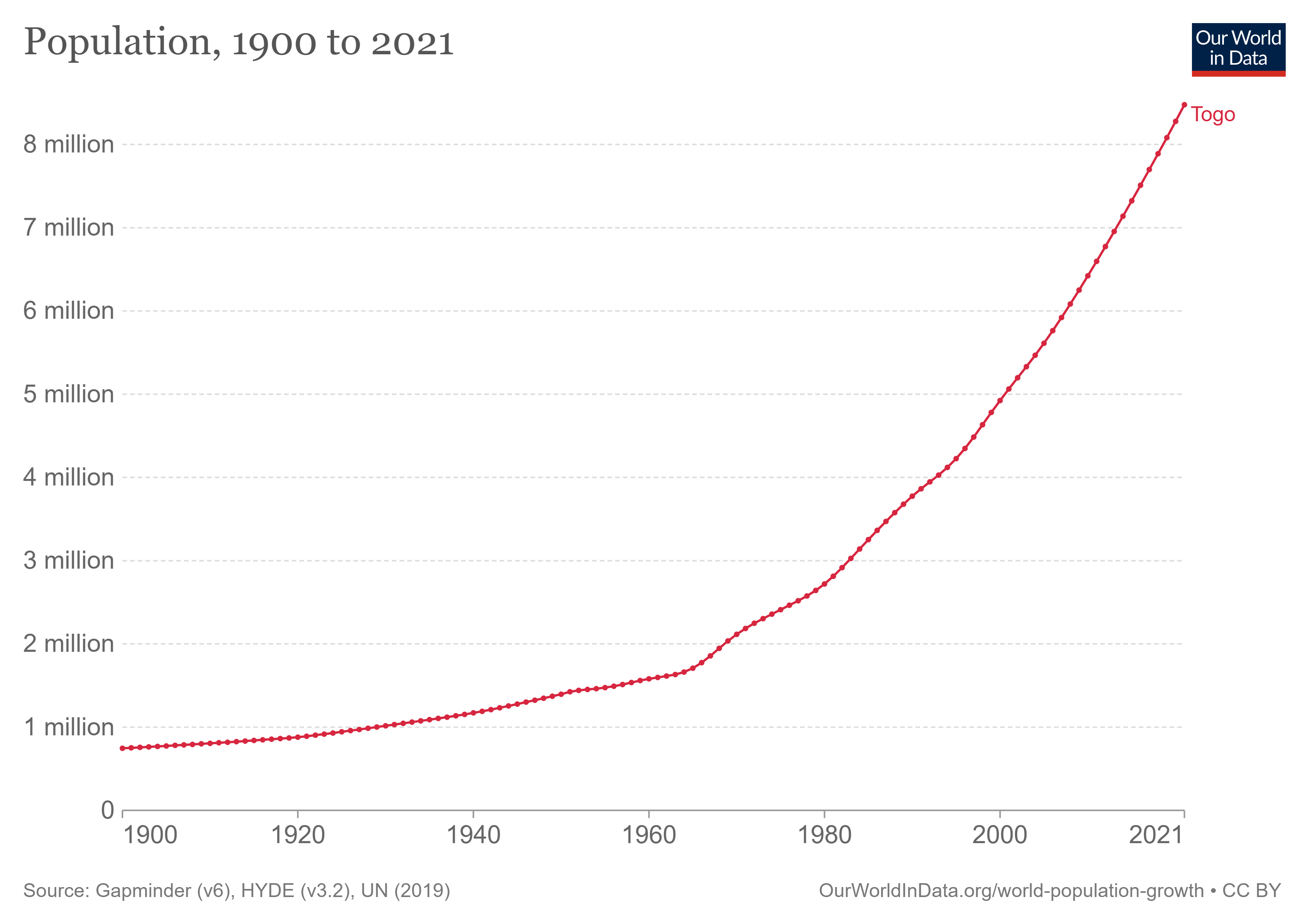
Demographics of Togo, Data of FAO, year 2005 ; Number of inhabitants in thousands.

Según la revisión de 2017 de las Perspectivas de la población mundial, la población total era de 7.606.374 en 2016, en comparación con solo 1 395 000 en 1950. La proporción de niños menores de 15 años en 2010 fue de 39.6%, 56.9% estaba entre 15 y 65 años de edad, mientras que el 3,4% tenía 65 años o más.
|      | Población de edad (x 1000) | Población de edad 0–14 (%) | Población de edad 15–64 (%) | Población de edad 65+ (%) |
| ---- | -------------------------- | -------------------------- | --------------------------- | ------------------------- |
| 1950 | 1 395                      | 41.3                       | 54.4                        | 4.3                       |
| 1955 | 1 475                      | 41.9                       | 54.1                        | 3.9                       |
| 1960 | 1 578                      | 42.6                       | 53.8                        | 3.6                       |
| 1965 | 1 700                      | 43.6                       | 53.1                        | 3.3                       |
| 1970 | 2 097                      | 44.8                       | 52.1                        | 3.1                       |
| 1975 | 2 380                      | 45.9                       | 51.1                        | 3.1                       |
| 1980 | 2 667                      | 46.6                       | 50.3                        | 3.1                       |
| 1985 | 3 161                      | 46.7                       | 50.2                        | 3.1                       |
| 1990 | 3 666                      | 46.0                       | 50.9                        | 3.1                       |
| 1995 | 4 085                      | 44.8                       | 52.1                        | 3.1                       |
| 2000 | 4 794                      | 43.2                       | 53.6                        | 3.1                       |
| 2005 | 5 408                      | 41.5                       | 55.2                        | 3.3                       |
| 2010 | 6 028                      | 39.6                       | 56.9                        | 3.4                       |

## Estadísticas vitales
El registro de eventos vitales está en Togo no está completo. El Departamento de Población de Naciones Unidas preparó las siguientes estimaciones.

| Periodo | Nacidos vivos por año | Muertes por año | cambio natural por año | CBR * | CDR * | NC * | TFR * | IMR * |
| --- | --------------------- | --------------- | ---------------------- | ----- | ----- | ---- | ----- | ----- |
| 1950-1955 | 68 000                | 43 000          | 25 000                 | 47.2  | 29.7  | 17.6 | 6.33  | 191   |
| 1955-1960 | 72 000                | 40 000          | 32 000                 | 47.4  | 26.4  | 21.0 | 6.42  | 172   |
| 1960-1965 | 79 000                | 39 000          | 40 000                 | 48.0  | 23.6  | 24.4 | 6.65  | 154   |
| 1965-1970 | 92 000                | 40 000          | 52 000                 | 48.5  | 21.2  | 27.3 | 6.94  | 138   |
| 1970-1975 | 109 000               | 42 000          | 66 000                 | 48.6  | 18.9  | 29.7 | 7.20  | 124   |
| 1975-1980 | 121 000               | 44 000          | 77 000                 | 48.0  | 17.3  | 30.7 | 7.28  | 113   |
| 1980-1985 | 135 000               | 46 000          | 89 000                 | 46.2  | 15.7  | 30.5 | 7.06  | 105   |
| 1985-1990 | 149 000               | 49 000          | 101 000                | 43.8  | 14.3  | 29.5 | 6.58  | 97    |
| 1990-1995 | 159 000               | 51 000          | 108 000                | 41.1  | 13.1  | 28.0 | 5.99  | 91    |
| 1995-2000 | 171 000               | 55 000          | 116 000                | 38.5  | 12.3  | 26.1 | 5.38  | 84    |
| 2000-2005 | 183 000               | 60 000          | 124 000                | 35.9  | 11.7  | 24.2 | 4.83  | 77    |
| 2005-2010 | 190 000               | 65 000          | 125 000                | 33.2  | 11.3  | 21.9 | 4.30  | 74    |
| * CBR = tasa de natalidad bruta (por 1000); CDR = tasa bruta de muerte (por 1000); NC = cambio natural (por 1000); IMR = tasa de mortalidad infantil por 1000 nacimientos; TGF = tasa de fertilidad total (número de hijos por mujer) |                       |                 |                        |       |       |      |       |       |

### Fertilidad y nacimientos
Tasa de fertilidad total (TFR) (Tasa de fertilidad deseada) y Tasa de natalidad bruta (CBR):
| Año  | CBR (Total) | TFR (Total) | CBR (Urbano) | TFR (Urbano) | CBR (Rural) | TFR (Rural) |
| ---- | ----------- | ----------- | ------------ | ------------ | ----------- | ----------- |
| 1998 | 35,5        | 5,2 (4,2)   | 27,7         | 3,2 (2,6)    | 38,6        | 6,3 (5,2)   |
| 2013 | 32,9        | 4,8 (4,1)   | 32,2         | 3,7 (3,1)    | 33,2        | 5,7 (4,9)   |

Datos de fertilidad a partir de 2013-2014 (Programa DHS):
| Región                 | Tasa de fertilidad total | Porcentaje de mujeres de 15 a 49 años actualmente embarazadas. | Número medio de hijos nacidos de mujeres de 40 a 49 años |
| ---------------------- | ------------------------ | -------------------------------------------------------------- | -------------------------------------------------------- |
| Lomé                   | 3.5                      | 6.2                                                            | 3.7                                                      |
| Maritime (except Lomé) | 5.2                      | 9.5                                                            | 5.1                                                      |
| Plateaux               | 5.2                      | 10.6                                                           | 5.4                                                      |
| Centrale               | 5.1                      | 7.2                                                            | 5.7                                                      |
| Kara                   | 5.3                      | 9.7                                                            | 6.1                                                      |
| Savanes                | 6.0                      | 9.3                                                            | 7.3                                                      |

### Esperanza de vida al nacer
| Período   | Esperanza de vida en Años |
| --------- | ------------------------- |
| 1950–1955 | 35.30                     |
| 1955–1960 | 38.66                     |
| 1960–1965 | 41.89                     |
| 1965–1970 | 45.02                     |
| 1970–1975 | 48.07                     |
| 1975–1980 | 50.93                     |
| 1980–1985 | 53.58                     |
| 1985–1990 | 55.41                     |
| 1990–1995 | 55.78                     |
| 1995–2000 | 53.71                     |
| 2000–2005 | 53.88                     |
| 2005–2010 | 55.80                     |
| 2010–2015 | 59.07                     |

## Estadísticas demográficas de CIA World Factbook
Las siguientes estadísticas demográficas son del CIA World Factbook, a menos que se indique lo contrario.

### Relación de sexo
al nacer:
1.03 hombre (s) / mujer

  menores de 15 años: 
1.01 hombre (s) / mujer

 15 -64 años:' '
0.95 hombre (s) / mujer

 '65 años y más: 
0.78 hombre (s) / mujer

  población total: 
0.97 hombre (s) / mujer (2000 est.)

### Esperanza de vida al nacer
población total:
54.69 años

  hombre: 
52.75 años

  mujer: 
56.7 años (2000 est.)

### Prevalencia del VIH
'Tasa de infección en adultos'  4.2% (2003)
 'Personas que viven con VIH / Sida'  110,000 (2003)
 ' Tasa de mortalidad'  10,000 (2003)

### Religiones
- Cristiano 29%
- Islam 20%
- Creencias indígenas 51%

### Grupos étnicos
- Africanos (37 tribus; las más grandes y más importantes son Ewe, Mina, y Kabre) 99%
- Europa y Sirio - Libanés 1%

### Alfabetización
definición:
15 años y más pueden leer y escribir

  población total: 
51.7%

  hombre: 
67%

  mujer: 
37% (1995 est.)